# Pareggio di bilancio (Svizzera)
Il pareggio di bilancio in Svizzera, anche noto come freno all'indebitamento (in tedesco: Schuldenbremse, in francese: frein à l'endettement), è sancito dall'emendamento costituzionale proposto il 22 giugno 2001 dal Parlamento e successivamente approvato il 2 dicembre 2001 per votazione popolare. Si tratta di una regola in materia fiscale a livello federale che disciplina il deficit strutturale e vincola la federazione a mantenere il pareggio tra le entrate e le uscite nel corso di un intero ciclo economico. La normativa è entrata in vigore nel 2003.

## Evoluzione delle finanze federali fino al 2003
Nonostante il fatto che la Svizzera disponga di un livello di indebitamento (rapporto tra debito pubblico e PIL) decisamente basso rispetto alla media europea, fu comunque deciso di mirare ad una riduzione del debito. Al termine dei due conflitti mondiali il debito pubblico della federazione aveva raggiunto i 9 miliardi di franchi, ovvero il 50% del PIL di allora. Nel 1958, in seguito alla proposta del Consiglio federale, si introdusse nella costituzione un principio base di riduzione del debito, a testimonianza dell'intenzione di ridurre l'indebitamento totale. Nel corso degli anni '60 e '70 si riuscì a ridurre fortemente il debito pubblico grazie a forti avanzi di bilancio, ma gli ultimi anni '70 ruppero questo trend a causa dei bassi tassi di crescita e di inflazione. Negli anni '80 ci fu nuovamente una riduzione del debito, ma poco dopo, negli anni '90, il debito raggiunse nuovamente livelli alti. Nel 1999 il debito ammontava al 26% del PIL, con gran parte dei successi conseguiti nei precedenti dieci anni completamente annichiliti nel solo periodo 1992-1993. 
Nel passato vi furono svariati tentativi di limitare l'indebitamento dello stato, ma molte proposte fallirono in sede di voto. Nonostante l'approvazione del principio costituzionale di riduzione del debito, non si riuscì ad arginare gli sviluppi degli anni '90. Pertanto nel 1998 fu l'approvato l'Haushaltsziel 2001, che prevedeva una riduzione graduale del deficit fino al raggiungimento del pareggio di bilancio, previsto per l'anno 2001. Il freno all'indebitamento va inteso come successore della politica fiscale intrapresa con l'Haushaltsziel 2001.

## Funzionamento
Il freno all'indebitamento è sancito dall'articolo 126 della costituzione svizzera. Il suo scopo è di mantenere il deficit di bilancio costante nel corso del ciclo economico, tramite una riduzione del deficit nei periodi di crescita economica. L'obiettivo del freno all'indebitamento è il controllo del bilancio pubblico tramite l'implementazione di vincoli sull'entità delle uscite totali.
In concreto le uscite totali non possono superare un tetto massimo, calcolato come prodotto delle entrate totali per un fattore congiunturale.
{\displaystyle A=E\cdot k}
dove {\displaystyle A} denota il tetto massimo delle uscite, {\displaystyle E} il valore stimato delle entrate e {\displaystyle k} rappresenta il fattore congiunturale.
Il fattore congiunturale è definito come il rapporto tra il valore di trend del PIL e il valore stimato del PIL attuale:
{\displaystyle k={{\text{valore di trend del PIL}} \over {\text{PIL attuale}}}}
Durante un periodo di crescita economica il fattore congiunturale è minore di uno e determina l'obbligo di perseguire un surplus di bilancio, mentre in un periodo di recessione il fattore è minore di uno e consente di contrarre debiti. Nell'arco dell'intero ciclo economico il bilancio è pareggiato.

### Il fattore congiunturale
Per il calcolo del fattore congiunturale l'amministrazione federale delle finanze utilizza stime del PIL reale e non nominale, dal momento che si è interessati a catturare variazioni di output nell'economia reale, al netto di possibili effetti inflazionistici. L'utilizzo di valori nominali, invece, determinerebbe la distorsione del calcolo tramite l'aggiunta delle fluttuazioni dovute al deflatore del PIL.
Per la stima del PIL è necessario far attenzione al fatto che questa quantità è stimabile con una certa confidenza solamente con due anni di ritardo circa, per cui vengono impiegati dati quadrimestrali ed altri fattori economici per consentire una stima il più accurata possibile.
Il valore di trend del PIL viene determinato tramite una variante del filtro di Hodrick-Prescott, che è una metodologia econometrica per la de-trendizzazione di una serie temporale. Il vantaggio di questo metodo è che consiste in una stima del PIL potenziale medio e non in una stima del valore massimo teorico del PIL.
Tuttavia il filtro di Hodrick-Prescott risente di un difetto di stima, a causa del quale i valori del trend all'inizio e alla fine della serie temporale tendono a convergere, e i metodi di estensione della serie temporale spesso si dimostrano molto poco accurati. Pertanto l'amministrazione federale delle finanze ha sviluppato il cosiddetto filtro MHP (o filtro Hodrick-Prescott modificato), che altera il filtro di Hodrick-Prescott nel seguente modo:
{\displaystyle \sum _{t=1}^{T}{\frac {1}{\lambda (t)}}{(y_{t}-\tau _{t})^{2}}+\sum _{t=2}^{T-1}{[(\tau _{t+1}-\tau _{t})-(\tau _{t}-\tau _{t-1})]^{2}},}
dove
{\displaystyle \lambda (t)=\lambda ,{\text{ per }}t=3,\ldots ,T-2}
{\displaystyle \lambda (t)={3 \over 2}\lambda ,{\text{ per }}t=2{\text{  e  }}t=T-1}
{\displaystyle \lambda (t)=3\lambda ,{\text{ per }}t=1{\text{ e }}t=T.}
Pertanto i pesi vengono fatti incrementare verso la fine della serie temporale, in modo tale da risolvere il difetto di stima. Questa modifica d'altro canto ha come conseguenza che il filtro MHP propende a classificare i cambiamenti di trend più come congiunturali, che non strutturali. Tra i vantaggi del filtro MHP ci sono la semplicità del metodo e la sua trasparenza.

### Entrate
Per la stima delle entrate è importante tenere conto dei cambiamenti nel regime fiscale, così come dei cambiamenti nell'elasticità delle entrate stesse, in particolar modo utilizzando le stime fornite dai bilanci ufficiali e da altri piani di programmazione economica. L'esperienza dimostra che c'è una tendenza a sottostimare le entrate all'inizio di un periodo di crescita economica e a sovrastimarle poco prima di una recessione. Ciò dipende essenzialmente dall'impossibilità di anticipare l'inversione di trend durante il ciclo economico. Tuttavia questo effetto è benefico, dal momento che risulta in una politica fiscale più marcatamente anticiclica.

### Eccezioni
Il tetto di spesa previsto per l'anno successivo è vincolante per il Consiglio federale e per il Parlamento, ma sono consentiti superamenti del valore massimo in alcune eccezioni, come nel caso di recessioni particolarmente severe o di catastrofi naturali, a patto che entrambe le camere del Parlamento separatamente approvino la mozione con una maggioranza semplice e che il superamento del tetto massimo sia inferiore al 0,5 per cento della spesa nell'anno precedente.

### Sanzioni
La classe politica ha tendenzialmente un incentivo ad aggirare le leggi vigenti per il proprio vantaggio personale e spesso le uscite statali finanziate con l'emissione di debito pubblico sono più facili da presentare all'elettorato rispetto alle uscite statali finanziate tramite l'imposizione fiscale. Pertanto ogni regola di bilancio, per potersi dire efficace, deve disporre di un meccanismo di sanzioni. Nel caso della Svizzera, responsabile di questo meccanismo è il conto di compensazione. Sul conto di compensazione vengono registrati gli scarti, sia in negativo che in positivo, tra le uscite effettivamente sostenute e il tetto massimo di spesa. Questi scarti essenzialmente sono dovuti a:
- errori di stima delle entrate,
- errori di stima nel calcolo del fattore congiunturale,
- sovrastime o sottostime del tetto massimo di spesa (la determinazione del tetto massimo di spesa avviene ex ante per il periodo successivo, pertanto il valore reale del tetto massimo deve poi essere aggiornato ex post appena i dati reali sono noti).

Nel tetto di spesa massimo dell'anno successivo si deve tener conto degli scarti accumulati nel conto di compensazione. Tuttavia per la riduzione del conto esiste un vincolo in termini di tempistica solo quando il conto supera il 6 per cento delle uscite totali, nel qual caso le eccedenze devono essere azzerate nel giro di tre anni.

## Critiche
Al momento dell'introduzione del freno all'indebitamento nel 2003 vi furono alcuni problemi iniziali. Le prime stime delle entrate dovettero essere corrette al ribasso di circa l'8 per cento e contrariamente a quanto precedentemente assunto si incappò in un deficit strutturale. Un'esatta implementazione della normativa avrebbe richiesto di saldare un deficit causato da un importo mal stimato di 4,6 miliardi di franchi per l'anno 2004. Per preservare la stabilità del meccanismo, fu deciso di effettuare una correzione di percorso, che consentì un aumento delle uscite negli anni successivi per ridurre il deficit.

### Utilizzo del filtro di Hodrick-Prescott
Nel 2003 si impiegava ancora il filtro di Hodrick-Prescott, mentre è dal 2004, in seguito alle molte critiche, che l'amministrazione federale delle finanze ha deciso di utilizzare la variante modificata del filtro, il filtro MHP, seppure anch'esso sia oggetto di controversie. Per esempio, come parametro di smoothing si sceglie spesso {\displaystyle \lambda =100}, sulla base delle proposte di Hodrick e Prescott relative all'economia statunitense. Tuttavia questo valore non ha alcuna giustificazione teorica ed è caratterizzato da un certo grado di arbitrarietà. Alcuni studi hanno dimostrato che parametri di smoothing molto alti potrebbero determinare una prociclicità del freno all'indebitamento. Procedure alternative per la determinazione del PIL potenziale sono state finora rifiutate, per via della loro complessità e della perdita di trasparenza che questa comporterebbe.

### Il ruolo degli investimenti pubblici
La regola svizzera del freno all'indebitamento, così come anche la corrispondente normativa tedesca che risale al 2009, tratta gli investimenti pubblici alla stessa stregua delle uscite al consumo. Questa circostanza è stata dibattuta sia in ambito politico che scientifico fin dall'introduzione della norma. Il principio della solidarietà intergenerazionale vorrebbe che gli investimenti fossero finanziati con debito per favorire un giusto bilanciamento delle spese tra le diverse generazioni. L'uguaglianza di trattamento delle due tipologie di uscite pubbliche potrebbe determinare un'eccessiva tendenza al risparmio e un'avversione all'investimento. I sostenitori della regola, tuttavia, sostengono che ci sia un margine di manovra sufficientemente grande per gestire gli investimenti pubblici, dal momento che il freno all'indebitamento non impone regole sulla composizione delle uscite, bensì solo un tetto massimo sul loro valore complessivo. Un trattamento speciale per gli investimenti pubblici richiederebbe inoltre la determinazione di definizioni esatte per i termini "investimento" e "consumo", nel corso della quale, com'è da aspettarsi, potrebbero verificarsi ingerenze da parte dei tanti gruppi di interesse. 

### Deficit zero
Uno studio del centro di ricerca sulla congiuntura economica di Zurigo (in tedesco: Konjunkturforschungsstelle, KOF) ha dimostrato che un deficit nullo nel corso del ciclo economico è possibile solo se il ciclo stesso è noto in anticipo, dovuto al fatto empirico che le entrate non sono stazionarie a lungo termine. 

### Disposizioni inerenti al conto di compensazione
Il fatto che le disposizioni sulla tempistica per la riduzione del conto di compensazione siano vincolanti solo a partire da un certo livello del conto stesso, lascia intravedere la possibilità che la riduzione di queste eccedenze possa capitare durante una recessione, determinando pertanto un possibile comportamento prociclico del freno all'indebitamento. Un aggiustamento del livello critico del conto e delle regole governanti la sua riduzione offre la possibilità di gestire meglio eventuali problemi congiunturali, ma alberga anche il pericolo che in questo modo si ignorino problemi strutturali. Per questo motivo le opinioni in merito sono molto divise nell'opinione pubblica.

### Elasticità delle entrate
L'elasticità delle entrate alla base della normativa è pari ad uno. In uno studio è stato dimostrato come l'elasticità reale sia invece 1,2. Alcuni critici hanno però fatto notare che non tutte le entrate che sottostanno al calcolo del tetto massimo sono state considerate dallo studio e che non si è tenuto conto dei cambiamenti strutturali del sistema fiscale, pertanto un'elasticità empiricamente pari ad uno sembrerebbe essere ragionevole.

## Le finanze svizzere dall'introduzione del freno in poi
Il freno all'indebitamento è entrato in vigore nel 2003. Dall'entrata in vigore il livello del debito si è approssimativamente stabilizzato e il rapporto debito/PIL è andato riducendosi. Tuttavia si potrà giungere ad una valutazione esatta dell'efficacia del sistema solo al termine di un completo ciclo economico. La continua crescita del debito rilevata agli inizi degli anni '90 è stata arrestata e il rapporto debito/PIL è sceso al valore di 39,22% nel 2018, relativamente basso rispetto alla media dei paesi OCSE. 
La recessione che ha seguito la pandemia del COVID-19 ha determinato, tramite l'aumento del fattore congiunturale, un innalzamento del tetto massimo di deficit pari a 2,9 miliardi per l'anno 2020. Questo limite è stato rispettato dalla Confederazione, registrando un deficit di 1,2 miliardi per il 2020, ovvero un surplus strutturale. D'altro canto va fatto notare che le uscite straordinarie a fine anno sono ammontate a 14,7 miliardi di franchi e sono state fatte confluire nel conto di compensazione, che a fine 2020 era pari a 9,8 miliardi. Rimane quindi ancora da chiarire come la Confederazione intenda gestire la riduzione del conto di compensazione nell'arco dei prossimi sei anni.

## Modello per la Germania
Il meccanismo di funzionamento del freno all'indebitamento svizzero è servito da modello per simile sistemi per molti paesi europei. In uno studio, il centro di ricerca per la congiuntura economica di Zurigo ha testato il funzionamento di un freno all'indebitamento nel caso del bilancio tedesco. Stando a questo studio, parrebbe che il contesto istituzionale non sia favorevole all'implementazione di un freno all'indebitamento di ispirazione svizzera. In primo luogo l'adozione è resa difficile dalla mancanza di democrazia diretta, di procedure decisionali per la politica di bilancio e dalla ridotta indipendenza del Parlamento nei confronti del governo.